# Rubaʿiyyat
Col vocabolo di origine araba Rubāʿiyyāt (in persiano رباعیات‎, lett. "Quartine") s'indicano normalmente le quartine in lingua persiana con cui sono stati composti alcuni componimenti poetici, anche se il termine - secondo la spiegazione data nel XIII secolo da Shams al-Dīn Muḥammad b. Qays Rāzī nel suo lavoro, scritto in arabo, sulla poesia persiana e la metrica, intitolato al-Muʿjam fī maʿāyīr aʿshar al-ʿajam - ha in realtà a che vedere con la struttura metrica dei versi, riferiti alle quattro parti del metro arabo definito ʿarūḍ (in arabo ﻋﺮﻮﺽ‎? o hazaj in arabo ﻫﺰﺝ‎?).
Le più famose Quartine sono quelle create dal matematico e astronomo persiano ʿUmar Khayyām, liberamente ma fascinosamente "tradotte" da Edward Fitzgerald nel XIX secolo e fatte circolare in tutto il mondo occidentale europeo e americano ma molto apprezzate sono anche le Rubāʿiyyāt che, nel senso più corrivo, sono state composte da Abū Naṣr al-Sarrāj (m. 988) o da mistici quali Jalal al-Din Rumi o Ibn al-Fāriḍ (m. 1235), senza dimenticare numerosi altri autori quali Ibn Ḥajar al-ʿAsqalānī. 
Il genere ha mantenuto una sua attualità anche in età contemporanea ed è stato usato da vari poeti arabi come gli egiziani ʿAlī Maḥmūd Ṭāhā (1901-1949) e ʿAbbās Maḥmūd al-ʿAqqād (1889-1964) o il palestinese Maḥmūd Darwīsh (1942-2008). 